# Віфлеєм Тілахун Алему
Віфлеєм Тілахун Алему (нар. 1980) — ефіопська підприємиця, засновниця та виконавча директорка soleRebels («найдинамічнішої взуттєвої компанії Африки»), компанії «Республіка шкіри» («The Republic of Leather», екологічні розкішні шкіряні товари), «Сад кави» («Garden Coffee») та інших компаній. Удостоєна нагород і визнання за бізнес-навички та зусилля, спрямовані на зміщення дискурсу про Африку від бідності до підприємницького духу, соціального капіталу та економічного потенціалу континенту.

## Раннє життя
Віфлеєм Тілахун Алему народилася в Zenebework районі Аддіс-Абеби у 1980 році старшою з чотирьох братів і сестер. Її батьки працювали в місцевій лікарні. Алему відвідувала громадські початкові та середні школи, а потім продовжувала вивчати бухгалтерський облік в Університеті, закінчивши його у 2004 році.

## Бізнес
На початку 2005 року Алему заснуівала фірму soleRebels, щоб забезпечити екологічно і економічно стійкі робочі місця для своєї спільноти. Компанія почала з майстерні на земельній ділянці, що належить бабусі Алему в Zenebework. 

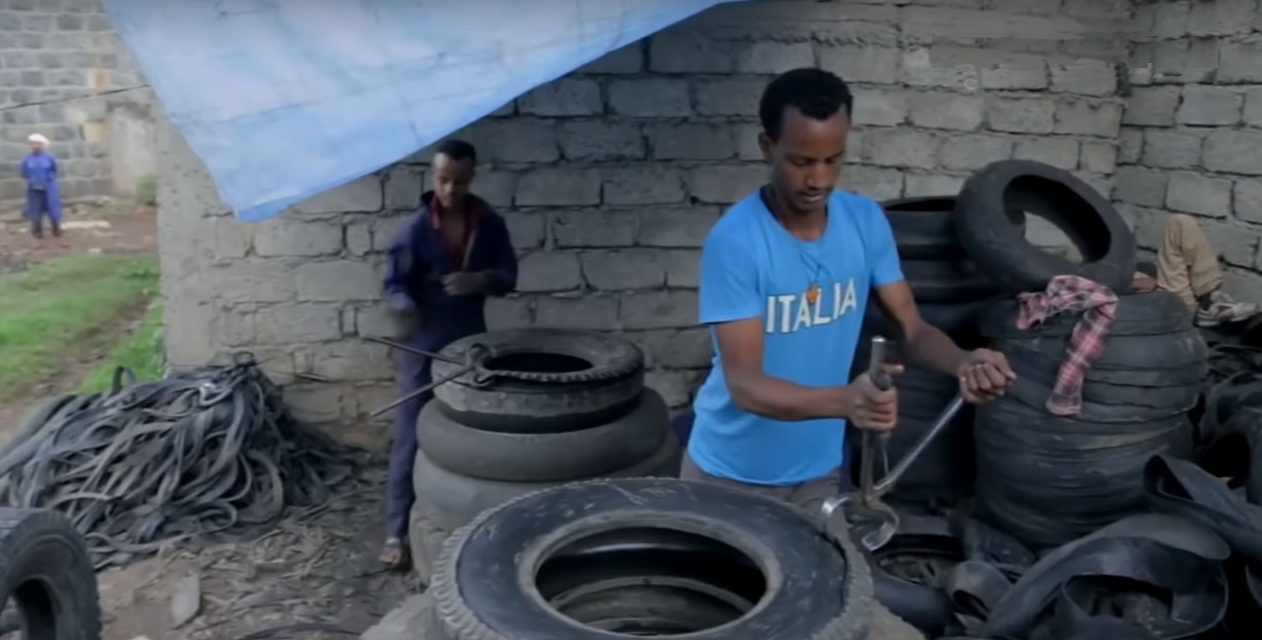
Шини для взуття

SoleRebels процвітає, зростаючи до ста співробітників, з розповсюдженням до 30 країн у всьому світі. Вона продає на ринок Kingmakers Whole Foods, Urban Outfitters і Amazon. Франчайзингові та корпоративні магазини планували відкрити в Австрії, Швейцарії, Тайвані та Великій Британії. Алему хотіла створити добре оплачувані робочі місця, які могли б забезпечити процвітання, використовуючи ремісничі таланти та природні ресурси Ефіопії. Вибір взуття в якості стартового продукту для компанії прийшов пізніше. Алему була натхненна seleate або barabasso (селатом або барабашою), традиційною утилізованою автомобліьною шиною, виготовленою в Ефіопії. Тому взуття стало центром, навколо якого вона вирішила побудувати свою бізнес-компанію.
У 2016 році компанія продала 125 000 пар взуття. Завядки цьому було створено 1200 робочих місць.

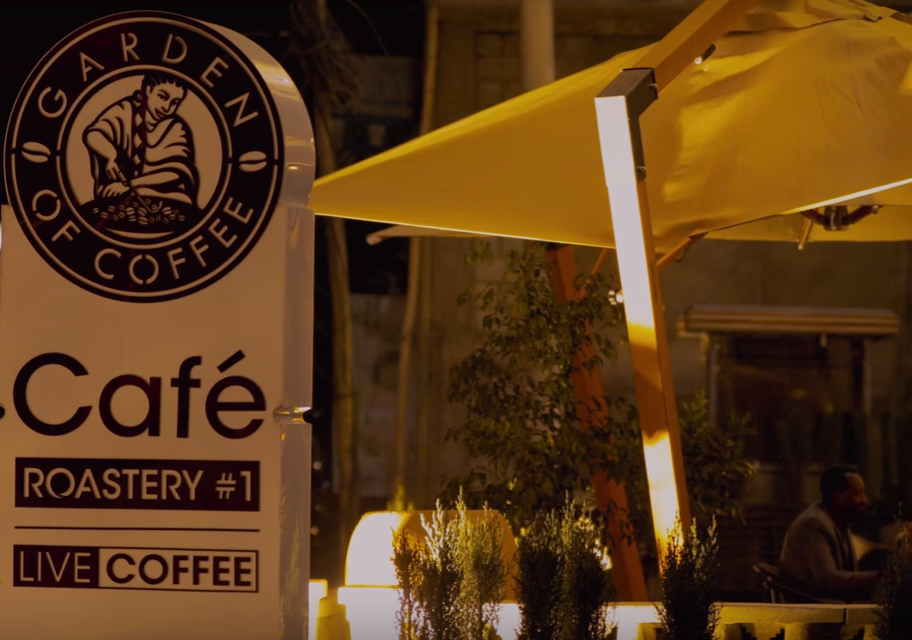
Сад кави в 2017 році

У 2014 році Алему оголосила про нове бізнес-підприємство "Республіка шкіри" у публікації блогу на вебсайті soleRebels. Алему назвала індустрію розкішну шкіряну промисловість "стиглою для повного переосмислення". Крім підтримки тих же цінностей екологічної та економічної стабільності, що й soleRebels, Республіка шкіри зосереджена на принципах вибору клієнта — вибору замовника дизайну, виробника та отримання благодійної допомоги 5% від ціни, яку вони платять.
[джерело?]
У 2017 році Алему заснувада ще одну фірму, "Сад кави". Компанія починалася з торгових точок в Аддіс-Абебі.

## Філософія

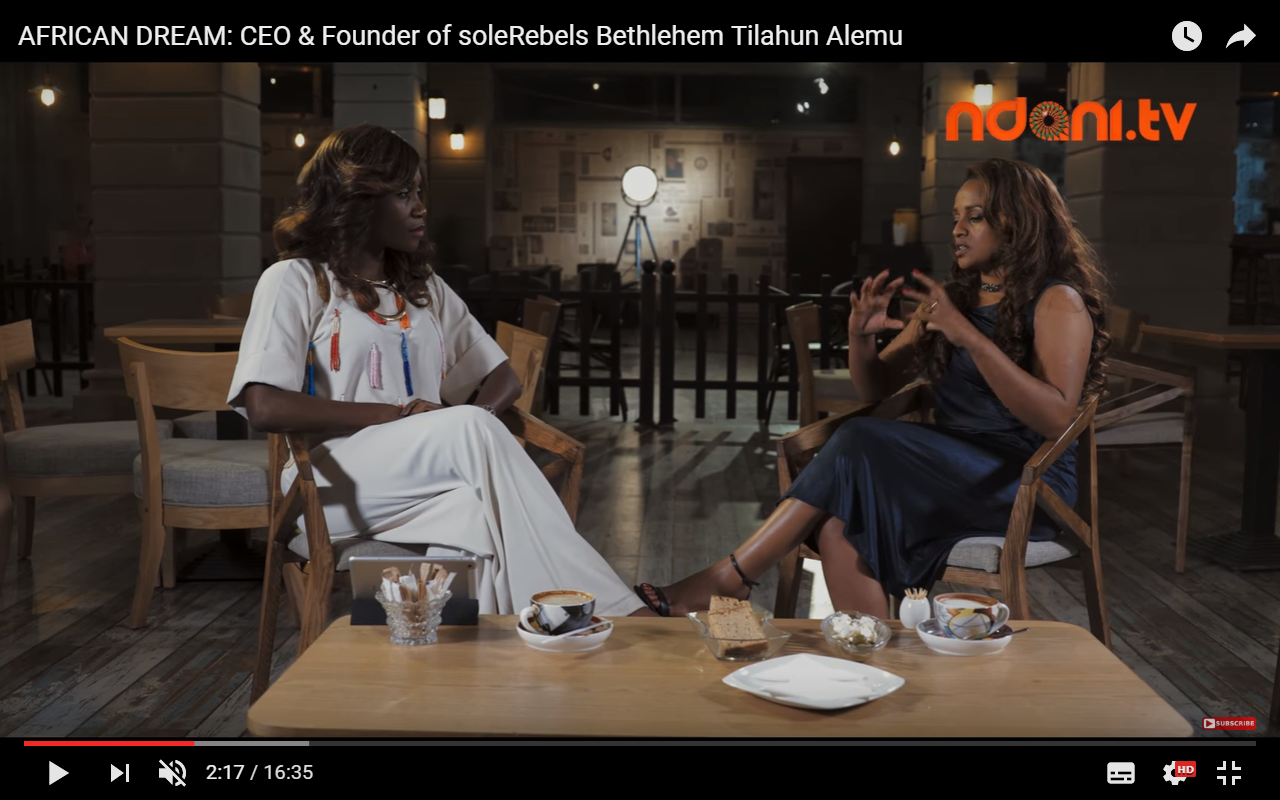
Інтерв'ю на нігерійському телебаченні

Віфлеєм Алему кидає виклик традиційному уявленню про Африку і, зокрема, Ефіопію, "протидіючи шібболету, що Африка та африканці не знають, як створити свій шлях до процвітання." Алему вважає, що ефіопці повинні зняти контроль над власним наративом з "людей і еліт, які зацікавлені в тому, щоб позиціювати Ефіопію як "потребуючу допомоги" і конкретно потребують "допомоги", яку вони будуть пропонувати", — пояснила підприємиця в інтерв'ю "Така жінка. Глобальний успіх таких компаній, як soleRebels, допомагає розвіяти ці старі історії і дозволяє Ефіопії сформувати свій міжнародний імідж.

## Визнання та нагороди
- У 2011 році Віфлеєм Алему перемогла на Всесвітньому економічному форумі у номінації "Молоді глобальні лідери".[7][8]
- У 2012 році Алему включена до рейтингу Forbes 100 найпотужніших і профільних жінок, щоб слідувати" ("Woman to Watch")[9]
- У 2012 році Алему була названа бізнес-інсайдеркою як одна з "Африка-Топ-5 жінок-підприємиць".[10]
- У 2012 році Алему була обрана Нью-Йоркським венчурним товариством (NYC Venture Fellow) мера Блумберга.[11]
- У 2012 році Алему була обрана як одна із "100 динамічних жінок", що формують сучасну Африку.[12]
- У 2013 році Алему була занесена до списку № 62 у "100 найбільш творчих людей у бізнесі" 2013 року."[13]
- У 2013 році Алему була названа радницею того ж року "Один молодий світовий саміт" (One Young World Summit).[14]
- У 2013 році Алему була названа однією з мадам Фігаро з-поміж "15 найсильніших африканських жінок".[15]
- У 2013 Алему була обрана для приєднання до консультативної ради Платформи зеленої промисловості, скликаної Організацією Об'єднаних Націй з промислового розвитку та Програмою охорони довкілля ООН.
- [16]
- У 2013 році Алему була обрана читачами "Гардіан" однією з "Найпопулярніших африканських жінок" ("Africa's Top Women Achievers)."[17]
- У 2014 році Алему була названа Сі-Ен-Ен однією з "12 жінок-підприємиць, які змінили спосіб, яким ми робимо бізнес".[18]